# Phoenicagrion ibseni
Phoenicagrion ibseni – gatunek ważki z rodziny łątkowatych (Coenagrionidae).